# Steuerbarer Umsatz
Umsätze können nach dem deutschen Umsatzsteuergesetz steuerbar oder nicht steuerbar sein. Steuerbare Umsätze wiederum können steuerfrei oder steuerpflichtig sein.
Folgende Grafik dient der Veranschaulichung:

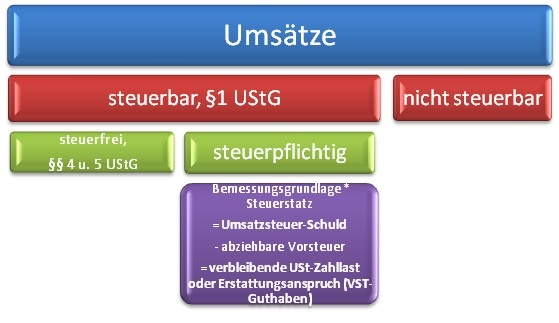
Einteilung der Umsätze

Ein steuerbarer Umsatz kann unter folgende Sachverhalte fallen:
- 1. Entgeltliche Lieferungen oder sonstige Leistungen (Haupttatbestand), § 1 Abs. 1 Nr. 1 i. V. m. § 3 Abs. 1, 6–9 oder § 3a bis § 3c UStG
- 2. unentgeltliche Lieferung oder sonstige Leistung (Ergänzungstatbestand), § 1 Abs. 1 Nr. 1 i. V. m. § 3 Abs. 1b oder § 3 Abs. 9a und § 3f UStG
- 3. Einfuhr aus dem Drittlandsgebiet (Haupttatbestand), § 1 Abs. 1 Nr. 4 UStG
- 4. Innergemeinschaftlicher Erwerb (Haupttatbestand), § 1 Abs. 1 Nr. 5 i. V. m. § 1a, § 1b, § 3d UStG[1]

Diese sind wirtschaftliche Vorgänge, die dem Umsatzsteuergesetz unterliegen. Steuerbar sind auch nur Umsätze, die im Inland ausgeführt werden oder als im Inland ausgeführt behandelt und ihnen gleichgestellt werden.

## Entgeltliche Lieferung und sonstige Leistung
Eine Leistung ist entweder eine
- Lieferung oder
- sonstige Leistung,

die
- im Rahmen des Unternehmens
- von einem Unternehmer (§ 2 UStG)
- im Inland (§ 3 UStG)
- gegen Entgelt erfolgen muss.[3]

Fehlt einer dieser fünf Tatbestandsmerkmale, ist die Leistung nicht steuerbar.
Die Leistung stellt den Haupttatbestand der Besteuerung dar.
Dabei versteht man unter Lieferung (§ 3 Abs. 1 UStG) die Verschaffung der Verfügungsmacht an einem Gegenstand. Gegenstände können materiell (Auto, Buch, Stift) oder immateriell (Strom, Rechte, Lizenzen) sein. Bei der Lieferung wird die Beteiligung mindestens eines Lieferers und mindestens eines Abnehmers vorausgesetzt.
Sonstige Leistungen sind Leistungen, die keine Lieferungen sind (§ 3 Abs. 9 UStG). Sie können in einem Tun, Dulden oder Unterlassen einer Handlung bzw. eines Zustandes bestehen.
Hierzu zählen beispielsweise
- die Überlassung von Individual-Software[6]
- Dienstleistungen in einer Bank
- ein Theater- oder Konzertbesuch
- ein Haarschnitt beim Friseur
- eine Arztbehandlung etc.

## Unentgeltliche Lieferung und sonstige Leistung
Durch den § 3 Abs. 1b UStG werden folgende unentgeltliche Lieferungen einer entgeltlichen Lieferung gleichgestellt:
- Entnahme von Gegenständen, Privatentnahme (§ 3 Abs. 1b S. 1 Nr. 1)

```
Beispiel:
 Ein Unternehmer entnimmt seinem Unternehmen eine Kühltruhe, die er zuvor erworben hat, für seinen Privathaushalt.
```

- Sachzuwendungen an das Personal für dessen privaten Bedarf (§ 3 Abs. 1b S. 1 Nr. 2)

```
Beispiel:
 Der Elektrohändler U schenkt seinem Arbeitnehmer zum 20-jährigen Arbeitsjubiläum einen Kaffeevollautomaten im Wert von 400
 
Euro.
```

- andere unentgeltliche Zuwendung (außer Geschenken), dessen Wert < 10 Euro (§ 3 Abs. 1b S. 1 Nr. 3)

```
Beispiel:
 Ein Unternehmer verteilt Kugelschreiber an Kunden.
[
7
]
```

Durch den § 3 Abs. 9a UStG werden folgende unentgeltliche sonstige Leistungen einer entgeltlichen sonstigen Leistung gleichgestellt:
- Private Nutzung betrieblicher Gegenstände (§ 3 Abs. 9a Nr. 1 UStG)

```
Beispiel:
 Ein Unternehmer nutzt einen betrieblichen Pkw auch für private Zwecke. Die Unternehmerische Nutzung liegt bei 80 %. 
Es handelt sich also um ein gemischt genutztes Fahrzeug.
```

- andere unentgeltliche sonstige Leistung (§ 3 Abs. 9a Nr. 2 UStG)[8]

```
Beispiel:
 Der Meisterfriseur schneidet seinen Mitarbeitern kostenlos die Haare.
```

## Einfuhr aus dem Drittlandsgebiet
Bei der Einfuhr von Waren ins Inland (inklusive der österreichischen Gebiete Jungholz und Mittelberg im Kleinwalsertal) gilt das Bestimmungslandprinzip. Das bedeutet, dass die Ware in dem Land der Umsatzsteuer unterliegt, in das sie geliefert wird.
Ob diese Einfuhr im Inland stattfindet, richtet sich nach § 3 Abs. 8 UStG.

## Innergemeinschaftlicher Erwerb
Ein innergemeinschaftlicher Erwerb (igE) nach § 1a UStG liegt dann vor, wenn eine Lieferung aus einem Mitgliedstaat in einen anderen Mitgliedstaat (=Inland) erfolgt. Der Lieferant muss ein Unternehmer sein, der die Lieferung gegen Entgelt im Rahmen seines Unternehmens ausführt. Gleiches gilt für den Erwerber.
Eine Ausnahme besteht jedoch beim Erwerb neuer Fahrzeuge (§ 1b UStG). Hier werden Erwerber, die Privatpersonen sind, wie Unternehmer behandelt. Dies soll sicherstellen, dass die Lieferung im Bestimmungsland besteuert wird. Somit gilt für den innergemeinschaftlichen Erwerb neuer Fahrzeuge durch Privatpersonen immer das Bestimmungslandprinzip.
Folgende Fahrzeuge sind von dieser Regelung betroffen:
- Neues KFZ: < 6.000 km oder < 6 Monate alt
- Wasserfahrzeuge: > 7,5 m Länge, < 3 Monate alt oder < 100 Betriebsstunden[12]
- Luftfahrzeuge: < 3 Monate alt oder < 40 Betriebsstunden[13]

Ob der Innergemeinschaftliche Erwerb im Inland stattfindet, richtet sich nach § 3d UStG (Ort des innergemeinschaftlichen Erwerbs).